# Stefan Brits
Stefan Brits (ur. 19 stycznia 1992) – południowoafrykański lekkoatleta specjalizujący się w skoku w dal.
W 2008 był szósty podczas mistrzostw świata juniorów w Bydgoszczy oraz zdobył złoto igrzysk Wspólnoty Narodów młodzieży w Pune. Srebrny medalista mistrzostw świata juniorów młodszych w Bressanone (2009).
Medalista mistrzostw NCAA.
Rekordy życiowe: stadion – 8,22 (14 maja 2016, Tallahassee); hala – 7,82 (26 lutego 2016, Boston).

## Osiągnięcia
| Rok  | Impreza                               | Miejsce        | Lokata            | Wynik (m) |
| ---- | ------------------------------------- | -------------- | ----------------- | --------- |
| 2007 | Mistrzostwa świata juniorów młodszych | Ostrawa        | el. – 15. miejsce | 7,02      |
| 2008 | Mistrzostwa świata juniorów           | Bydgoszcz      | 6. miejsce        | 7,42      |
| 2008 | Igrzyska Wspólnoty Narodów młodzieży  | Pune           | 1. miejsce        | 7,38      |
| 2009 | Mistrzostwa świata juniorów młodszych | Bressanone     | 2. miejsce        | 7,57      |
| 2010 | Mistrzostwa świata juniorów           | Moncton        | el. – 27. miejsce | 7,18      |
| 2016 | Igrzyska olimpijskie                  | Rio de Janeiro | el. – 22. miejsce | 7,71      |